# Карл Константин (Виен)
Карл Константин (на френски: Charles-Constantin de Provence, Charles-Constantin de Vienne, * 901; † сл. януари 962) от род Бувиниди/ Бозониди, е граф на Виен от 926 г.

## Произход и наследство
Той е син на император Лудвиг III Слепи († 928) и Анна от Византия († пр. 914), дъщеря на император Лъв VI и Зоя Зауцена.
След смъртта му Графство Виен е наследено от дъщеря му Констанца Прованска.

## Фамилия
Карл Константин се жени за Теутберга (909 – 960), от Графство Троа, дъщеря на граф Варнарий и Теутберга от Арл. Двамата имат децата:
- Рихард (924, † сл. януари 962)
- Роберт (927, † сл. май 976)
- Констанца (920, † 963 – 966), ∞ за Бозон II († 965/967), граф на Авиньон и на Арл (Дом Прованс)